# 432
432 (CDXXXII) fue un año bisiesto comenzado en viernes del calendario juliano, en vigor en aquella fecha.
En el Imperio romano, el año fue nombrado el del consulado de Aecio y Valerio, o menos comúnmente, como el 1185 Ab urbe condita, adquiriendo su denominación como 432 a principios de la Edad Media, al establecerse el anno Domini.

## Acontecimientos
- 31 de julio: Sixto III es elegido papa.
- El rey Rugila une a los hunos.
- San Patricio llega a Irlanda. Es enviado por el papa Celestino I con la tarea de evangelizar a los habitantes de la isla.[1]

## Fallecimientos
- 27 de julio: Celestino I, papa.